# Gdy zamknę oczy
Gdy zamknę oczy (oryg. Ko zaprem oči, inny tytuł: When I close my eyes) – film fabularny produkcji słoweńskiej, w reżyserii Franciego Slaka. Pierwszy film, zrealizowany w niepodległej Słowenii, który był wyświetlany w krajach Europy Zachodniej i w USA. W 1993 film był zgłoszony do nagrody Amerykańskiej Akademii Filmowej dla najlepszego film nieanglojęzycznego, ale nie uzyskał nominacji.

## Fabuła
Mała dziewczynka odnajduje rozdartą kopertę, potem torbę listonosza, a wreszcie powieszonego mężczyznę. Akcja filmu przenosi się w przyszłość, 20 lat później. Ana, która teraz jest już dorosłą kobietą mieszka wraz z ciotką i pracuje na poczcie. Pracę tę uzyskała dzięki pokrewieństwu z nieżyjącym wujkiem, który był aktywistą partyjnym. Urząd, w którym pracuje Ana staje się celem napadu. Kiedy złodziej ucieka Ana znajduje metalowe pudełko z większą kwotą pieniędzy, które zabiera. Policja przydziela jednego z funkcjonariuszy, Ivana, aby ten ją śledził. W czasie obserwacji Ivan próbuje wykorzystać sytuację i zgwałcić Anę. Ana po raz kolejny widzi przypadkowo złodzieja, który ją rozpoznaje.

## Obsada
- Petra Rehar – Ana, jako dziewczynka
- Petra Govc – Ana
- Dusan Sandak – ojciec Any
- Mario Šelih – złodziej
- Berta Bojetu – ślepa kobieta
- Drago Pavlič – technik policji
- Pavle Ravnohrib – inspektor
- Dare Valič – taksówkarz
- Mira Sardoč – ciotka
- Dusan Jovanovič – kierownik poczty
- Joziča Avbelj – pracownica poczty